# 콘텐츠 서비스 제공자
콘텐츠 서비스 제공자(Contents Service Provider, CSP)란 디지털화된 정보를 제공하는 사업자를 총칭하는 말이다. 인터넷 접속 서비스를 제공하는 인터넷 서비스 제공자(ISP)와 비교해 CSP로 칭하지만, 별칭으로 콘텐츠 제공자(CP)라고 줄여서 불리기도 한다. CSP가 제공하는 콘텐츠는 디지털 콘텐츠로 인터넷이나 네트워크를 통해서 이용 가능한 정보나 서비스를 가리킨다.

## 콘텐츠 제공자가 제공하는 서비스
- 포털 사이트
- 검색 서비스
- 뉴스 전달
- 동영상 전달
- 음악 전달
- 소프트웨어 제공
- 전자 서적